# 二苯拉林
二苯拉林（DPP）是具抗胆碱剂作用的第一代抗组织胺药，于欧洲上市以治疗过敏。它也是多巴胺再摄取抑制剂，会导致啮齿目过动。它可用于治疗帕金森病，可通过以下反应合成：